# Kuntili
Kuntili is een bestuurslaag in het regentschap Banyumas van de provincie Midden-Java, Indonesië. Kuntili telt 3384 inwoners (volkstelling 2010).